# Tudi, Chongqing
Tudi (kinesiska: 土地) är en socken i sydvästra Kina. Den ligger i stadsdistriktet Wulong i storstadsområdet Chongqing, omkring 130 kilometer öster om det centrala stadsdistriktet Yuzhong. Antalet invånare är 5 433. Befolkningen består av 2 618 kvinnor och 2 815 män. Barn under 15 år utgör 24,0 %, vuxna 15-64 år 62 %, och äldre över 65 år 13,0 %.